# 唐波且寺
唐波且寺，藏文資料中常以索那唐波且相稱，又稱索那·唐波且寺，位於中國西藏自治區山南市瓊結縣境內，為一座藏傳佛教寺院，曾以多出講經法師、格西而著名，被西藏佛教魯梅派敬奉為四大聖地之一。

## 歷史
唐波且寺創建於西藏佛教後宏期的火蛇年（西元1017年），由魯梅·楚臣喜饒之弟子主梅·楚臣炯乃格西帶領其弟子7-8人所創建。
由魯梅派四大弟子之一的納朗·多吉旺曲（西元981-1060年）於魯梅大師座前求賜修建唐波且寺的地址，大師同意後，該寺由主梅·楚臣炯乃格西帶領其弟子修建，該寺落建後，主梅師就住於該寺，由魯梅大師主持一段時間後，由其弟子枯敦·尊追雍仲格西（又譯為「庫敦」）於西元1043-1075年繼承寺權並擔任住持。自此，枯敦·尊追雍仲成為唐波且寺第一位堪布。
枯敦·尊追雍仲（西元1011-1075年），出生於後藏，始拜魯梅為師，阿底峽入西藏之後亦即拜為之師。由於隨從前師學習，基礎雄厚，後得阿底峽的指導，成為西藏佛教史上的著名人物之一，為阿底峽座下最著名的弟子之一（阿底峽三大弟子為枯敦·尊追雍仲、俄·勒貝喜饒、仲敦巴·甲哇迥乃）。唐波且寺早期信奉白教，到枯敦·尊追雍仲後改宗為黃教。
- 聖地著稱（9-13世紀），9世紀朗達瑪在位時毀法滅佛，西藏佛教遭受嚴重打擊，主要寺廟被拆毀，佛教活動一度低落，該寺作為後宏期的寺廟，其地位顯得特別重要，被譽為聖地之一。於11-13世紀中，不但以聖地著稱，更出了許多法師以及重要人物[3]。
- 沒落（13世中後至20世紀初），因歷史的變遷，以及經濟來源不足等原因，唐波且寺相當長的一段時期內得不到恢復[3]。
- 修復（20世紀初-至今），第十三世甘珠爾-洛桑土旺屯旦（曾是琼结縣境內的包烏寺創建人）為了重揚佛法，於西元1916年重新修復唐波且寺[3]，文革時期，寺院被毁，寺内文物散失。1985年政府撥款進行修復，1996年被列為自治區級文物保護單位[4]。

## 建築
唐波且寺坐西朝東，初有僧侣1000多人，後逐漸沒落，寺院被毁，留有殘留的圍墻。寺院原始建築（含臥室）現已無存，目前所看的規模為1916年修復後的建築，主要包括經堂、佛堂、經場、覺康（臥室）。占地8556平方米，主體建築大殿共高三層，設有經堂和佛堂。
- 大殿一層正東即為殿門，門前左右有廂廊建築。中部為經堂，有柱十二根，主供阿底峽師徒三尊、蓮花生、宗喀巴、第五世達賴喇嘛銅像，均高1.5米。壁畫有主尊畫像以及各類菩薩和護法神像。經堂之後為佛堂，四柱。主供釋迦牟尼，其左右為妙音、強巴佛其後為十六羅漢、八大藥王以及帕木竹巴等五個白教高僧的舍利塔。經堂南側為護法神殿，主供馬頭明王、牛頭金剛泥塑像等。大殿二層為寺內議事辦公用，三層是妙音殿，供觀音鍍金銅像，高1.9米。另有阿底峽舍利塔和第一位堪布枯敦·尊追雍仲靈塔，高1.9米。大殿前則為經場，地面全用石料鋪成，東西寬20米，南北長20米[3]。

- 覺康位於大殿東100米處，六柱一層，供有：阿底峽來此時的等身像、仲敦巴像、枯敦·尊追雍仲像、蓮花生大師像、十一面觀音像，均為泥塑。寺內原藏有阿底峽尊者從印度所帶來之12部佛經，手抄本《甘珠爾》108部、《丹珠爾》1套，以及格鲁派高僧所著醫學、曆算等著作[4]。

## 外部連結
- 唐波且寺（页面存档备份，存于）
- 塘波且寺及阿底峡经堂 （页面存档备份，存于）
- 西藏旅遊越玩越野-唐波且寺 （页面存档备份，存于）